# Sainte-Croix-de-Mareuil
 Sainte-Croix-de-Mareuil  (en occitano Senta Crotz de Maruelh) es una población y comuna francesa, situada en la región de Aquitania, departamento de Dordoña, en el distrito de Nontron y cantón de Mareuil.

## Demografía
| 160 | 150 | 153 | 144 | 142 | 137 |
| Para los censos de 1962 a 1999 la población legal corresponde a la población sin duplicidades (Fuente: INSEE [Consultar]) |     |     |     |     |     |